# Huub Rothengatter
Hubertus Rothengatter, detto Huub (Bussum, 8 ottobre 1954), è un ex pilota automobilistico olandese.

## Carriera

### Gli inizi
Rothengatter iniziò la propria carriera nel suo Paese natale, guidando per il team di Frits van Amersfoort. Nel 1977 fece il suo debutto nel campionato di F3 tedesca e in quello di F3 europea alla guida di una March 763 di sua proprietà, segnando tre punti nel campionato europeo. L'anno seguente conquistò le sue prime vittorie all'Hockenheimring e a Zolder, ma le gare non rientravano all'interno delle gare considerate valide per la Formula 3 tedesca e non conquistò alcun punto.
Nel 1979 avvenne il passaggio in Formula 2. Durante il suo primo anno ottenne tre punti, mentre nel 1980 conseguì il suo primo successo e chiuse diverse volte in zona punti terminando settimo davanti a Nigel Mansell. Rothengatter sperava di ricevere offerte da parte dei team di Formula 1, ma nessuna scuderia gli propose un contratto. Dopo aver perso la prima metà del 1982 riprese a gareggiare in Formula 2 non andando oltre un secondo posto. Nel 1983 non prese parte a nessuna competizione sperando di poter debuttare nella massima serie automobilistica.

### Formula 1
Nel 1984 ebbe quindi l'occasione di fare la sua comparsa nel mondo della Formula 1 guidando per il team Spirit sostituendo Mauro Baldi a partire dal Gran Premio del Canada. Il suo miglior risultato fu un ottavo posto ottenuto al Gran Premio d'Italia. Rimasto senza un volante nelle ultime gare stagionali e all'inizio della stagione 1985 dovette aspettare il passaggio di Piercarlo Ghinzani dalla Osella alla Toleman per poter tornare a gareggiare. Occupò dunque il posto lasciato libero dall'italiano. Non riuscì comunque ad ottenere punti e il suo miglior risultato fu un settimo posto al Gran Premio d'Australia.
Saltate le prime due gare del 1986 riuscì poi ad accordarsi con la Zakspeed, senza conseguire risultati rilevanti. A fine anno terminò la sua carriera nella massima serie automobilistica.

#### Risultati completi
| 1984 | Scuderia | Vettura |  |  |  |  |  |  |    |    |     |    |   |    |     |   |  |  |  | Punti | Pos. |
| ---- | -------- | ------- |  |  |  |  |  |  | -- | -- | --- | -- | - | -- | --- | - |  |  |  | ----- | ---- |
| 1984 | Spirit   | 101     |  |  |  |  |  |  | NC | NQ | Rit | NC | 9 | NC | Rit | 8 |  |  |  | 0     |      |

| 1985 | Scuderia | Vettura |  |  |  |  |  |  |  |  |     |   |    |     |    |    |     |   |  | Punti | Pos. |
| ---- | -------- | ------- |  |  |  |  |  |  |  |  | --- | - | -- | --- | -- | -- | --- | - |  | ----- | ---- |
| 1985 | Osella   | FA1G    |  |  |  |  |  |  |  |  | Rit | 9 | NC | Rit | NC | NQ | Rit | 7 |  | 0     |      |

| 1986 | Scuderia | Vettura |  |  |     |    |     |    |    |     |     |     |     |   |     |     |    |     |  | Punti | Pos. |
| ---- | -------- | ------- |  |  | --- | -- | --- | -- | -- | --- | --- | --- | --- | - | --- | --- | -- | --- |  | ----- | ---- |
| 1986 | Zakspeed | 861     |  |  | Rit | NQ | Rit | 12 | NP | Rit | Rit | Rit | Rit | 8 | Rit | Rit | NP | Rit |  | 0     |      |

| Legenda | 1º posto     | 2º posto | 3º posto    | A punti         | Senza punti/Non class.  | Grassetto – Pole position Corsivo – Giro più veloce |
| Legenda | Squalificato | Ritirato | Non partito | Non qualificato | Solo prove/Terzo pilota | Grassetto – Pole position Corsivo – Giro più veloce |

### Dopo la Formula 1
Terminata la sua carriera nella massima serie scomparve dalle competizioni automobilistiche internazionali. Divenne quindi PR per la Philips e decise di aiutare i giovani piloti olandesi nella loro carriera. Successivamente assunse il ruolo di manager di Jos Verstappen che mantenne per diversi anni.